# Discophora perakensis
Discophora perakensis är en fjärilsart som beskrevs av Hans Ferdinand Emil Julius Stichel 1900. Discophora perakensis ingår i släktet Discophora och familjen praktfjärilar. Inga underarter finns listade i Catalogue of Life.